# L'ultima carta (film 1934)
L'ultima carta (Gambling Lady) è un film del 1934 diretto da Archie L. Mayo.

## Produzione
Il film, sotto la supervisione di Henry Blanke (che non appare accreditato), fu prodotto dalla Warner Bros. Pictures che si presentava con il nome The Vitaphone Corporation.

## Distribuzione
Distribuito dalla Warner Bros. Pictures, il film uscì nelle sale cinematografiche USA il 31 marzo 1934 con il titolo originale Gambling Lady.